# James Colquhoun Irvine
Sir James Colquhoun Irvine (Glasgow, 9 maggio 1877 – 12 giugno 1952) è stato un chimico scozzese.
Membro della Royal Society, fu preside nonché vice cancelliere dell'Università di St. Andrews dal 1921 fino alla sua morte. Come ricercatore, Irvine lavorò sull'applicazione delle tecniche di metilazione ai carboidrati.

## Biografia
Irvine studiò presso il Royal College of Science and Technology della natia Glasgow, prima di ottenere il baccalaureato in chimica all'Università di St. Andrews. Continuò gli studi per il dottorato presso l'Università di Lipsia, dove fu allievo di Wilhelm Ostwald e Johannes Wislicenus. Ritornato al St. Andrews, ricevette la laurea di dottore in Scienze e si diede all'insegnamento presso la stessa università. Fu professore di ruolo dal 1909 e decano dal 1912. Nel 1921 fu eletto Preside dell'università. Decise di rinnovare e restaurare gli edifici e le tradizioni ad essi legate. Il suo impegno fu rivolto non solo a St. Andrews, ma anche al sistema di istruzione superiore dell'Impero britannico.
Fu eletto membro della Royal Society nel 1918 e ricevette numerosi dottorati onorifici dalle seguenti università: Aberdeen, Cambridge, Columbia, Durham, Edimburgo, Glasgow, Liverpool, McGill, Oxford, Princeton, Toronto, Galles e Yale.